# Señora (telenovela mexicana)
Señora es una telenovela mexicana producida por Alejandra Hernández para TV Azteca, en 1998. Es una adaptación de la telenovela venezolana homónima, creada por José Ignacio Cabrujas y adaptada para el público mexicano por Denisse Pfeiffer y José Luis Durán. Se estrenó por Azteca Trece el 23 de febrero de 1998 en sustitución de Mirada de Mujer —tras un cambio de horario—, y finalizó el 23 de septiembre del mismo año siendo reemplazado por Perla —en su cambio de horario—. 
Esta protagonizada por Julieta Egurrola, Fernando Ciangherotti y Aylín Mujica.
Los días 23 y 24 de abril de 1998, TV Azteca cedió el horario de la telenovela en esos días para transmitir los dos primeros episodios de Tentaciones. El 27 de abril de ese año, Señora regresó a su horario habitual.

## Trama
La historia habla sobre Dolores, una joven sencilla cuya madre , Jacinta , una mujer bastante ambiciosa , es amante del cacique de su pueblo, Julio Valencia , pero está al aburrirse de él lo deja y se marcha .
En venganza por el desprecio de Jacinta , Julio secuestra a Dolores y la tortura y esclaviza hasta que finalmente es violada por este hombre y en eso, queda embarazada y al nacer su hija, Dolores la cree muerta es robada por Julio y entregada y cuidada por dos mujeres , las cuales la llaman Isabel.
Dolores dolida se va del pueblo después de lo ocurrido, no sin antes vengarse, prendiéndole fuego a Julio, quién se encontraba en un granero. Desde ese momento, ella decide despreciar a los hombres y siente una sed infinita de venganza.
Han pasado los años, e Isabel se ha convertido en una gran mujer, además de que conoce su pasado, haciendo que tenga dos objetivos en la vida; conocer a su verdadera madre y vengarse por encerrarla por algo que no cometió. Dolores, se cambia el nombre a Victoria Santacruz, esto para olvidar lo ocurrido hace años, además de convertirse en una dama cruel y frívola que solo busca el placer y bienestar propio. Ésta se casó con Omar, esto solo con la finalidad de incrementar su estatus social, además de manipular a las dos hijas de su esposo a su antojo y semejanza, pero todo eso cambia hasta conocer a Sergio, un hombre que le cambia la vida radicalmente.

## Reparto

### Principales
- Julieta Egurrola como Dolores / Victoria Santacruz «La Señora»
  - Vanessa Acosta interpretó a Dolores de joven
- Fernando Ciangherotti como Sergio Blanca
- Aylín Mujica como Isabel Fernández / Isabel Valencia Santacruz
- Javier Gómez como Eduardo Covarrubias
- José Luis Franco como Kennedy
- Roberto Montiel como Julio Valencia
- Cristina Michaus como Leticia Chávez
- Mónica Franco como Bárbara
- Deborah Ríos como Norma
- Omar Germenos como Javier
- Milton Cortés como Edgar
- Alicia Bonet como Susana
- Alicia Laguna como Guillermina
- Armando de Pascual como Gonzalo Blanca
- Juan Gallardo como Roberto
- Eva Prado como Enedina
- Joanydka Mariel como Esther
- Ana Claudia Talancón como Lorena
- Alejandra Lazcano como Fabiola Blanca
  - Alejandra Simancas interpretó a Fabiola de niña
- Bernardo Harvey como José Manuel Blanca
- Héctor Bonilla como Omar Cervantes

### Recurrentes e invitados especiales
- Adriana Parra como Magdalena González
- Liliana Flores como Ana
- Ximena Rubio como Ariadna Cervantes
- María Colla como Deborah Bracamontes

## Premios y nominaciones

### Premios TVyNovelas 1999
| Categoría              | Persona        | Resultado |
| ---------------------- | -------------- | --------- |
| Mejor actor de reparto | Héctor Bonilla | Nominado  |

### Premios ACE New York 1999
| Categoría                   | Persona          | Resultado |
| --------------------------- | ---------------- | --------- |
| Mejor Actriz                | Aylín Mujica     | Ganadora  |
| Mejor Coactuación Masculina | Javier Gómez     | Ganador   |
| Mejor Actor de Reparto      | José Luis Franco | Ganador   |
| Mejor Director              | Sergio Cataño    | Ganador   |